# Paravinculia bolivari
Paravinculia bolivari är en fjärilsart som beskrevs av Josif Capuse 1987. Paravinculia bolivari ingår i släktet Paravinculia och familjen fjädermott. Inga underarter finns listade i Catalogue of Life.